# Protocol Bitcoin

Un diagrama d'una transferència de bitcoins

El protocol bitcoin és el conjunt de regles que regeixen el funcionament de bitcoin. Els seus components i principis clau són: una xarxa descentralitzada peer-to-peer sense supervisió central; la tecnologia blockchain, un llibre major públic que registra totes les transaccions de bitcoins; la mineria i la prova de treball, el procés per crear nous bitcoins i verificar les transaccions; i la seguretat criptogràfica.
Els usuaris emeten missatges signats criptogràficament a la xarxa mitjançant un programari de moneder de criptomoneda bitcoin. Aquests missatges són transaccions proposades, canvis que s'han de fer al llibre major. Cada node té una còpia de tot l'historial de transaccions del llibre major. Si una transacció viola les regles del protocol bitcoin, s'ignora, ja que les transaccions només es produeixen quan tota la xarxa arriba a un consens que s'han de dur a terme. Aquest "consens complet de xarxa" s'aconsegueix quan cada node de la xarxa verifica els resultats d'una operació de prova de treball anomenada mineria. La mineria empaqueta grups de transaccions en blocs i produeix un codi hash que segueix les regles del protocol bitcoin. Crear aquest hash requereix energia costosa, però un node de xarxa pot verificar que el hash és vàlid utilitzant molt poca energia. Si un miner proposa un bloc a la xarxa i el seu hash és vàlid, el bloc i els canvis del seu llibre major s'afegeixen a la cadena de blocs i la xarxa passa a les transaccions encara no processades. En cas de controvèrsia, es considera correcta la cadena més llarga. De mitjana, es crea un bloc nou cada 10 minuts.
Els canvis al protocol bitcoin requereixen consens entre els participants de la xarxa. El protocol bitcoin ha inspirat la creació de nombroses altres monedes digitals i tecnologies basades en blockchain, convertint-lo en una tecnologia fonamental en el camp de les criptomonedes.

## Blockchain

La millor cadenaconsisteix en la sèrie més llarga de registres de transaccions del bloc de gènesial bloc o registre actual. Registres orfesexisteixen fora de la millor cadena.

La tecnologia blockchain és un llibre de comptes digital descentralitzat i segur que registra les transaccions a través d'una xarxa d'ordinadors. Garanteix la transparència, la immutabilitat i la resistència a les manipulacions, cosa que dificulta la manipulació de dades. La cadena de blocs és la tecnologia subjacent a les criptomonedes com el bitcoin i té aplicacions més enllà de les finances, com ara la gestió de la cadena de subministrament i els contractes intel·ligents.

### Transaccions
La xarxa requereix una estructura mínima per compartir transaccions. Una xarxa descentralitzada ad hoc de voluntaris és suficient. Els missatges es difonen amb la màxima facilitat possible, i els nodes poden sortir i tornar a unir-se a la xarxa a voluntat. En reconnexió, un node descarrega i verifica nous blocs d'altres nodes per completar la seva còpia local de la cadena de blocs.

## Mineria

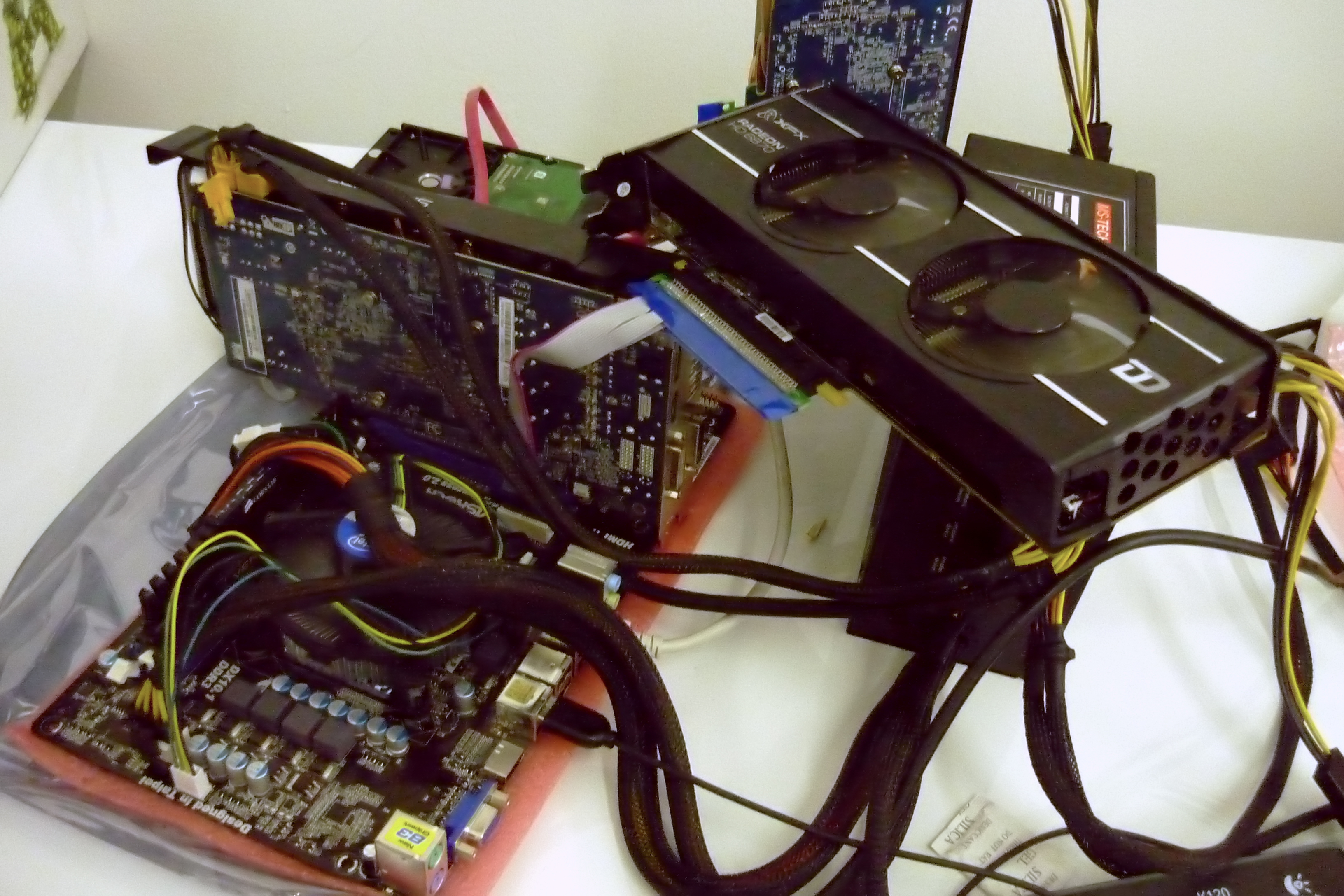
Plataforma de mineria basada en GPU, 2012

Bitcoin utilitza un sistema de prova de treball o una prova o transacció per formar un servidor de marca de temps distribuït com una xarxa peer-to-peer. Aquesta feina sovint s'anomena mineria de bitcoins. Durant la mineria, pràcticament tota la potència de càlcul de la xarxa bitcoin s'utilitza per resoldre tasques criptogràfiques, que són la prova de treball. El seu propòsit és garantir que la generació de blocs vàlids impliqui un cert esforç de manera que es pugui pràcticament descartar la modificació posterior de la cadena de blocs, com ara en l'escenari d'atac del 51%. A causa de la dificultat, els miners formen "grups de mineria" per obtenir pagaments malgrat aquests elevats requisits d'energia, les costoses implementacions de maquinari i el maquinari sota control. Com a resultat de la prohibició xinesa de la mineria de bitcoins el 2021, els Estats Units actualment tenen la major part de grups de mineria de bitcoins.

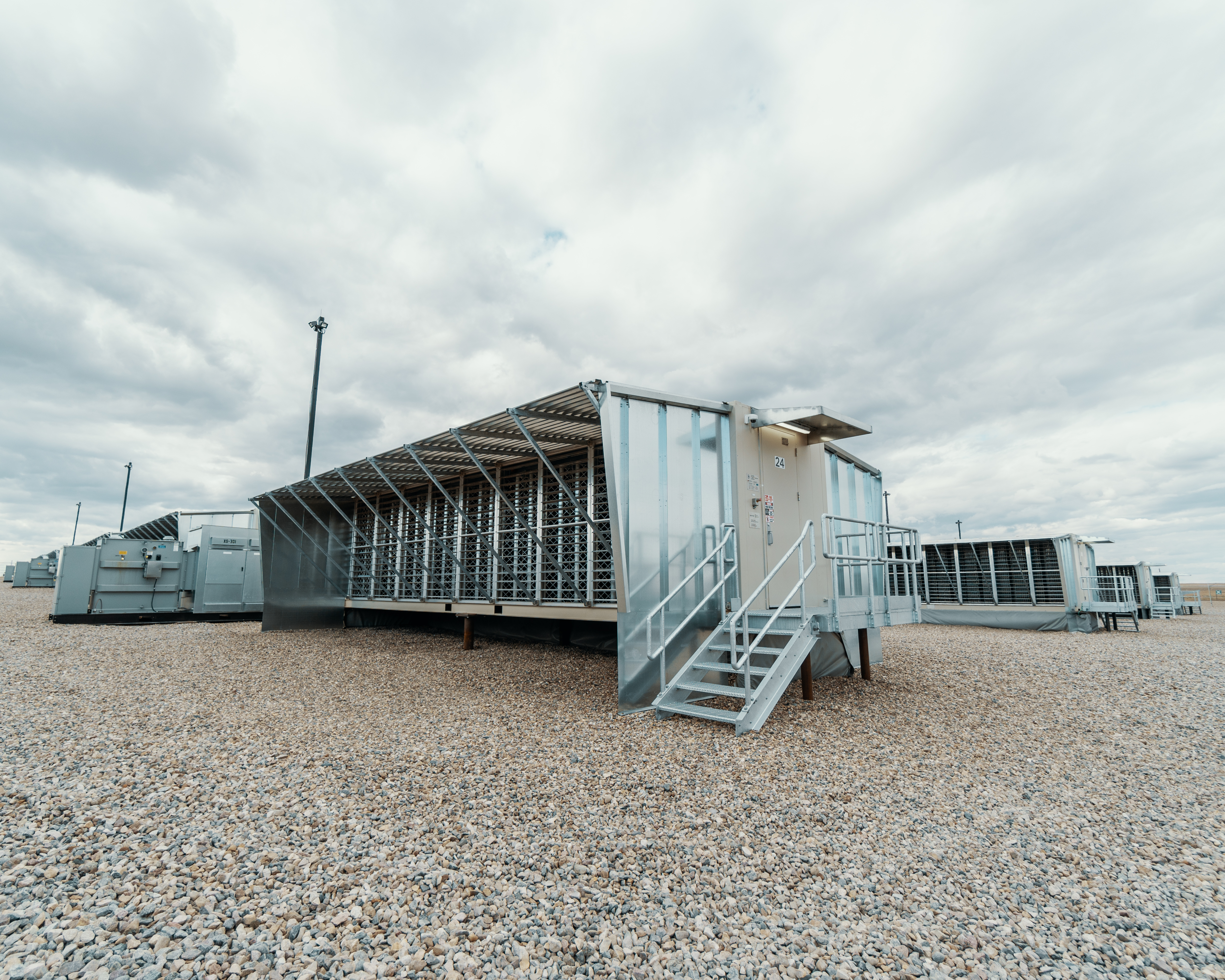
Una granja de mineria de bitcoins, 2018

Exigir una prova de treball per acceptar un nou bloc a la cadena de blocs va ser la innovació clau de Satoshi Nakamoto. El procés de mineria implica identificar un bloc que, quan s'aplica dues vegades amb SHA-256, produeix un nombre més petit que l'objectiu de dificultat donat. Mentre que el treball mitjà requerit augmenta en proporció inversa a l'objectiu de dificultat, un hash sempre es pot verificar executant una sola ronda de doble SHA-256.
Per a la xarxa de marca de temps de bitcoin, es troba una prova de treball vàlida incrementant un nonce fins que es troba un valor que doni al hash del bloc el nombre requerit de bits zero inicials. Un cop el resum ha produït un resultat vàlid, el bloc no es pot canviar sense refer la feina. A mesura que els blocs posteriors s'encadenen després d'ell, la feina per canviar el bloc inclouria refer la feina per a cada bloc subsegüent. Si hi ha una desviació en el consens, es pot produir una bifurcació de la cadena de blocs.
El consens majoritari en bitcoin està representat per la cadena més llarga, que va requerir el major esforç per produir-se. Si la majoria de la potència de càlcul està controlada per nodes honestos, la cadena honesta creixerà més ràpid i superarà qualsevol cadena competidora. Per modificar un bloc passat, un atacant hauria de refer la prova de treball d'aquest bloc i de tots els blocs posteriors i després superar la feina dels nodes honestos. La probabilitat que un atacant més lent aconsegueixi atrapar-lo disminueix exponencialment a mesura que s'afegeixen blocs posteriors.

La dificultat de la mineria ha augmentat significativament.

Per compensar l'augment de la velocitat del maquinari i l'interès variable en l'execució de nodes al llarg del temps, la dificultat de trobar un hash vàlid s'ajusta aproximadament cada dues setmanes. Si els blocs es generen massa ràpidament, la dificultat augmenta i es necessiten més hashes per crear un bloc i generar nous bitcoins.

### Dificultat i grups de mineria
La mineria de Bitcoin és una tasca competitiva. S'ha observat una "cursa armamentística" a través de les diverses tecnologies de hash que s'han utilitzat per minar bitcoins: s'han utilitzat unitats centrals de processament (CPU) bàsiques, unitats de processament gràfic (GPU) d'alta gamma, matrius de portes programables en camp (FPGA) i circuits integrats específics d'aplicació (ASIC), cadascun dels quals redueix la rendibilitat de la tecnologia menys especialitzada. Els ASIC específics de Bitcoin són ara el mètode principal per minerar bitcoin i han superat la velocitat de la GPU fins a 300 vegades. La dificultat del procés de mineria s'ajusta periòdicament a la potència minera activa a la xarxa. A mesura que els bitcoins s'han tornat més difícils de minar, les empreses fabricants de maquinari informàtic han vist un augment en les vendes de productes ASIC d'alta gamma.

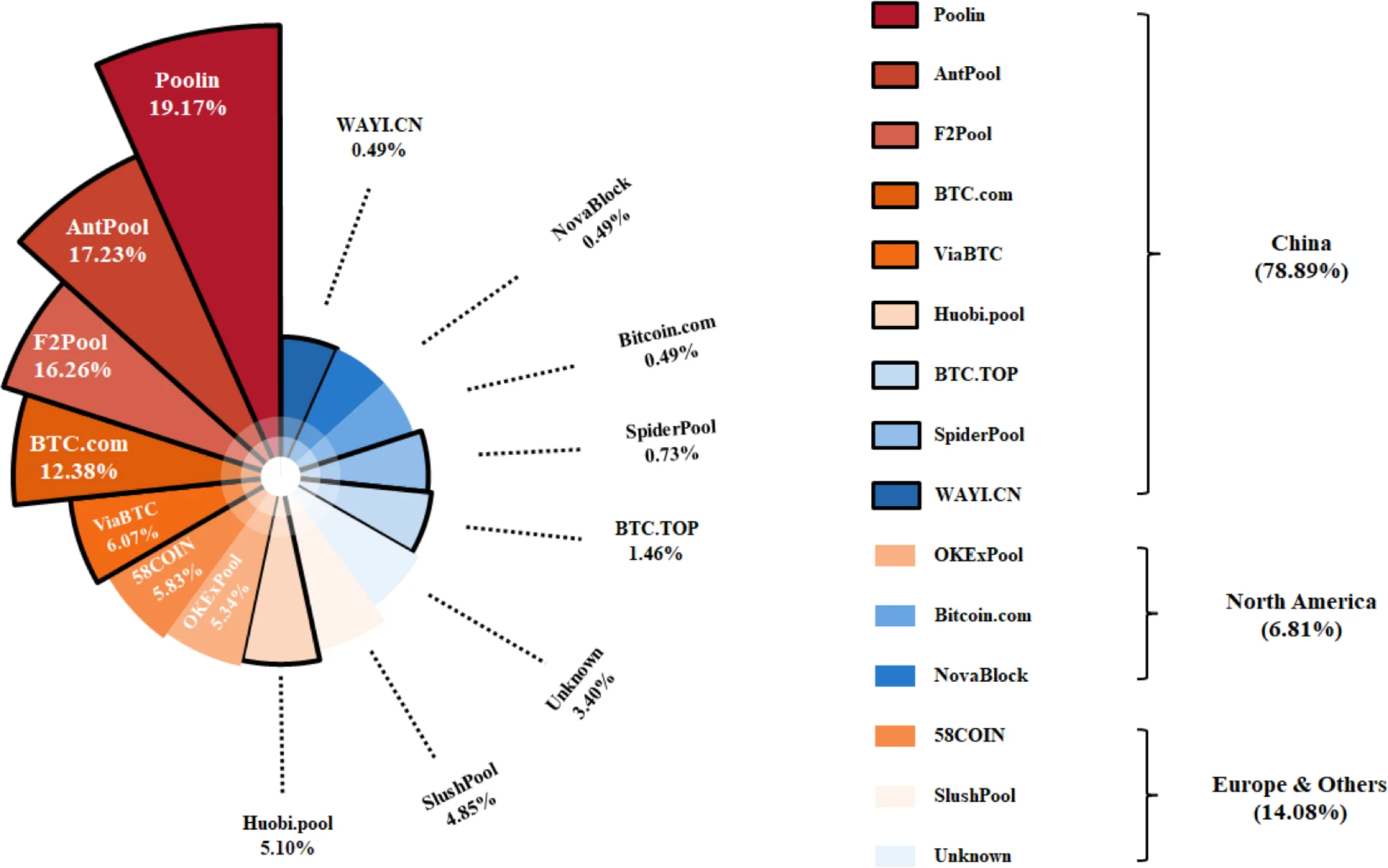
Els grups de mineria de Bitcoin més grans a l'abril de 2020 per nació on es troben els grups

## Verificació de pagament
Cada miner pot triar quines transaccions s'inclouen o s'exempten d'un bloc. Un nombre més gran de transaccions en un bloc no equival a una major potència computacional necessària per resoldre aquest bloc.
Com s'assenyala al document informatiu de Nakamoto, és possible verificar els pagaments amb bitcoin sense executar un node de xarxa complet (verificació de pagaments simplificada, SPV). Un usuari només necessita una còpia de les capçaleres de bloc de la cadena més llarga, que estan disponibles consultant els nodes de la xarxa fins que és evident que s'ha obtingut la cadena més llarga; aleshores, obté la branca de l'arbre de Merkle que enllaça la transacció amb el seu bloc. Enllaçar la transacció a un lloc de la cadena demostra que un node de la xarxa l'ha acceptat, i els blocs afegits després estableixen encara més la confirmació.

## Característiques del protocol

### Seguretat
S'han considerat diversos atacs potencials a la xarxa bitcoin i al seu ús com a sistema de pagament, reals o teòrics. El protocol bitcoin inclou diverses característiques que el protegeixen contra alguns d'aquests atacs, com ara la despesa no autoritzada, la despesa doble, la falsificació de bitcoins i la manipulació de la cadena de blocs. Altres atacs, com ara el robatori de claus privades, requereixen la deguda cura per part dels usuaris.

### Escalabilitat
El problema d'escalabilitat de Bitcoin es refereix a la capacitat limitada de la xarxa Bitcoin per gestionar grans quantitats de dades de transaccions a la seva plataforma en un curt període de temps. Està relacionat amb el fet que els registres (coneguts com a blocs) a la cadena de blocs de Bitcoin tenen una mida i una freqüència limitades.

### Privacitat
La desanonimització és una estratègia en mineria de dades en la qual les dades anònimes es comparen amb altres fonts de dades per reidentificar la font de dades anònima. Juntament amb l'anàlisi de grafs de transaccions, que pot revelar connexions entre adreces de bitcoin (pseudònims), hi ha un possible atac que vincula el pseudònim d'un usuari a la seva adreça IP. Si el node utilitza Tor, l'atac inclou un mètode per separar el node de la xarxa Tor, obligant-lo a utilitzar la seva adreça IP real per a qualsevol transacció posterior. Es va estimar que el cost de l'atac a tota la xarxa de bitcoin era inferior a 1500 € al mes, a partir del 2014.